# World Surf League de 2017
A World Surf League de 2017 ou Circuito Mundial de Surfe de 2017 foi uma competição mundial de surfe organizada pela World Surf League. Homens e mulheres competiram em eventos separados, ocorridos em vários lugares do mundo entre março e dezembro.

## Resultados do WCT

### Classificação masculina
| Posição | 1º     | 2º    | 3º    | 5º    | 9º    | 13º   | 25º | INJ | DNC |
| ------- | ------ | ----- | ----- | ----- | ----- | ----- | --- | --- | --- |
| Pontos  | 10.000 | 8.000 | 6.500 | 5.200 | 4.000 | 1.750 | 500 | 500 | 0   |

| Pos. | Surfista                   | WCT 1 | WCT 2 | WCT 3 | WCT 4 | WCT 5 | WCT 6 | WCT 7 | WCT 8 | WCT 9 | WCT 10 | WCT 11 | Pontos |
| ---- | -------------------------- | ----- | ----- | ----- | ----- | ----- | ----- | ----- | ----- | ----- | ------ | ------ | ------ |
| 1º   | John John Florence (Havaí) | 3º    | 1º    | 3º    | 13º   | 13º   | 5º    | 5º    | 3º    | 3º    | 5º     | 2º     | 58.100 |
| 2º   | Gabriel Medina (BRA)       | 3º    | 25º   | 13º   | 9º    | 13º   | 3º    | 2º    | 13º   | 1º    | 1º     | 5º     | 53.700 |
| 3º   | Julian Wilson (AUS)        | 13º   | 9º    | 13º   | 9º    | 5º    | 3º    | 1º    | 9º    | 25º   | 2º     | 5º     | 48.650 |
| 4º   | Jordy Smith (ZAF)          | 9º    | 5º    | 1º    | 5º    | 13º   | 5º    | 3º    | 2º    | 13º   | 13º    | 13º    | 47.600 |
| 5º   | Matt Wilkinson (AUS)       | 2º    | 25º   | 13º   | 3º    | 1º    | 5º    | 9º    | 25º   | 13º   | 13º    | 13º    | 40.700 |
| 6º   | Owen Wright (AUS)          | 1º    | 5º    | 9º    | 5º    | 13º   | 9º    | 5º    | 25º   | 9º    | 25º    | 25º    | 39.850 |
| 7º   | Kolohe Andino (USA)        | 9º    | 2º    | 13º   | 25º   | 13º   | 25º   | 3º    | 25º   | 3º    | 3º     | 13º    | 37.250 |
| 8º   | Adriano de Souza (BRA)     | 9º    | 5º    | 5º    | 1º    | 13º   | 13º   | 13º   | 5º    | 13º   | 13º    | 13º    | 36.600 |
| 9º   | Joel Parkinson (AUS)       | 5º    | 13º   | 9º    | 5º    | 3º    | 13º   | 13º   | 25º   | 5º    | 13º    | 5º     | 36.550 |
| 10º  | Filipe Toledo (BRA)        | 25º   | 3º    | 5º    | 13º   | DNC   | 1º    | 25º   | 1º    | 25º   | 25º    | 25º    | 35.450 |
| 11º  | Sebastian Zietz (Havaí)    | 13º   | 9º    | 9º    | 13º   | 9º    | 25º   | 13º   | 9º    | 2º    | 5º     | 25º    | 34.450 |
| 12º  | Mick Fanning (AUS)         | 13º   | 25º   | 5º    | 5º    | 13º   | 5º    | 13º   | 13º   | 5º    | 5º     | 13º    | 33.000 |
| 13º  | Connor O'Leary (AUS)       | 5º    | 13º   | 13º   | 13º   | 2º    | 13º   | 9º    | 25º   | 25º   | 9º     | 13º    | 29.950 |
| 14º  | Frederico Morais (PRT)     | 13º   | 25º   | 5º    | 13º   | 13º   | 2º    | 25º   | 5º    | 13º   | 9º     | 25º    | 29.900 |
| 15º  | Adrian Buchan (AUS)        | 25º   | 13º   | 13º   | 2º    | 25º   | 25º   | 9º    | 3º    | 13º   | 13º    | 13º    | 27.750 |
| 16º  | Jérémy Florès (FRA)        | 13º   | 9º    | 13º   | 13º   | 13º   | 13º   | 13º   | 5º    | 13º   | 25º    | 1º     | 26.200 |
| 17º  | Kanoa Igarashi (USA)       | 25º   | 13º   | 25º   | 9º    | 25º   | 25º   | 13º   | 5º    | 25º   | 3º     | 3º     | 25.900 |
| 18º  | Caio Ibelli (BRA)          | 13º   | 13º   | 2º    | 13º   | INJ   | 13º   | 25º   | 25º   | 9º    | 13º    | 9º     | 25.250 |
| 19º  | Michel Bourez (PYF)        | 25º   | 5º    | 13º   | 25º   | 3º    | 9º    | 13º   | 25º   | 13º   | 13º    | 13º    | 24.950 |
| 20º  | Conner Coffin (USA)        | 9º    | 9º    | 25º   | 25º   | 25º   | 9º    | 9º    | 13º   | 25º   | 13º    | 9º     | 24.500 |
| 21º  | Joan Duru (FRA)            | 25º   | 25º   | 13º   | 25º   | 5º    | 9º    | 5º    | 13º   | 9º    | 25º    | 25º    | 23.400 |
| 22º  | Ítalo Ferreira (BRA)       | 5º    | INJ   | INJ   | INJ   | 9º    | 13º   | 13º   | 13º   | 25º   | 13º    | 5º     | 22.400 |
| 23º  | Ian Gouveia (BRA)          | 13º   | 13º   | 25º   | 13º   | 9º    | 25º   | 13º   | 25º   | 13º   | 25º    | 3º     | 20.250 |
| 24º  | Bede Durbidge (AUS)        | 25º   | 13º   | 13º   | 13º   | 5º    | 13º   | 13º   | 9º    | 13º   | 25º    | 25º    | 20.200 |
| 25º  | Miguel Pupo (BRA)          | 13º   | 13º   | 25º   | 25º   | 13º   | 25º   | 25º   | 13º   | 5º    | 5º     | 13º    | 20.150 |
| 26º  | Wiggolly Dantas (BRA)      | 25º   | 25º   | 9º    | 9º    | 13º   | 25º   | 5º    | 13º   | 25º   | 25º    | 25º    | 18.700 |
| 26º  | Leonardo Fioravanti (ITA)  | 25º   | 25º   | 25º   | 25º   | 5º    | 13º   | 25º   | 25º   | 13º   | 9º     | 9º     | 18.700 |
| 28º  | Kelly Slater (USA)         | 5º    | 13º   | 13º   | INJ   | 13º   | 13º   | INJ   | INJ   | INJ   | INJ    | 9º     | 17.700 |
| 29º  | Ezekiel Lau (Havaí)        | 13º   | 25º   | 3º    | 25º   | 25º   | 13º   | 25º   | 13º   | 25º   | 25º    | 13º    | 15.500 |
| 30º  | Jack Freestone (AUS)       | 25º   | 3º    | 25º   | 25º   | 25º   | 13º   | 25º   | 25º   | 25º   | 13º    | 25º    | 13.000 |
| 30º  | Nat Young (USA)            | 25º   | 13º   | 13º   | 13º   | 25º   | -     | 13º   | 25º   | 9º    | 25º    | -      | 13.000 |
| 32º  | Jadson André (BRA)         | 13º   | 25º   | 25º   | 13º   | 25º   | 13º   | 25º   | 9º    | 25º   | 25º    | 25º    | 11.750 |
| 32º  | Josh Kerr (AUS)            | 25º   | 25º   | 25º   | 13º   | 25º   | 25º   | 25º   | 13º   | 25º   | 9º     | 13º    | 11.750 |
| 34º  | Ethan Ewing (AUS)          | 25º   | 25º   | 25º   | 25º   | 25º   | 25º   | 13º   | 13º   | 13º   | 13º    | 13º    | 10.750 |
| 35º  | Stuart Kennedy (AUS)       | 13º   | 25º   | 25º   | 25º   | 9º    | 25º   | 25º   | 25º   | 13º   | 25º    | 25º    | 10.500 |
| 36º  | Yago Dora (BRA)            | -     | -     | -     | 3º    | 25º   | -     | -     | -     | -     | -      | -      | 7.000  |
| 37º  | Marc Lacomare (FRA)        | -     | -     | -     | -     | -     | -     | -     | -     | 5º    | -      | -      | 5.200  |
| 38º  | Jesse Mendes (BRA)         | -     | 13º   | -     | 25º   | -     | -     | -     | -     | -     | -      | -      | 2.250  |
| 39º  | Mikey Wright (AUS)         | 13º   | -     | -     | -     | -     | -     | -     | -     | -     | -      | -      | 1.750  |
| 39º  | Jacob Willcox (AUS)        | -     | 13º   | -     | -     | -     | -     | -     | -     | -     | -      | -      | 1.750  |
| 39º  | Hiroto Ohhara (JPN)        | -     | -     | -     | -     | -     | -     | -     | 13º   | -     | -      | -      | 1.750  |
| 39º  | Evan Geiselman (USA)       | -     | -     | -     | -     | -     | -     | -     | 13º   | -     | -      | -      | 1.750  |
| 39º  | Vasco Ribeiro (POR)        | -     | -     | -     | -     | -     | -     | -     | -     | -     | 13º    | -      | 1.750  |
| 44º  | Bino Lopes (BRA)           | -     | -     | -     | 25º   | 25º   | -     | -     | -     | -     | -      | -      | 1.000  |
| 45º  | Samuel Pupo (BRA)          | -     | -     | 25º   | -     | -     | -     | -     | -     | -     | -      | -      | 500    |
| 45º  | Glyndyn Ringrose (AUS)     | -     | -     | 25º   | -     | -     | -     | -     | -     | -     | -      | -      | 500    |
| 45º  | Tevita Gukilau (FJI)       | -     | -     | -     | -     | 25º   | -     | -     | -     | -     | -      | -      | 500    |
| 45º  | Michael February (ZAF)     | -     | -     | -     | -     | -     | 25º   | -     | -     | -     | -      | -      | 500    |
| 45º  | Dale Staples (ZAF)         | -     | -     | -     | -     | -     | 25º   | -     | -     | -     | -      | -      | 500    |
| 45º  | Aritz Aranburu (ESP)       | -     | -     | -     | -     | -     | -     | 25º   | -     | -     | -      | -      | 500    |
| 45º  | Taumata Puhetini (PYF)     | -     | -     | -     | -     | -     | -     | 25º   | -     | -     | -      | -      | 500    |
| 45º  | Keanu Asing (Havaí)        | -     | -     | -     | -     | -     | -     | -     | -     | 25º   | -      | -      | 500    |
| 45º  | Mason Ho (Havaí)           | -     | -     | -     | -     | -     | -     | -     | -     | -     | 25º    | -      | 500    |
| 45º  | Dusty Payne (Havaí)        | -     | -     | -     | -     | -     | -     | -     | -     | -     | -      | 25º    | 500    |
| 45º  | Benji Brand (Havaí)        | -     | -     | -     | -     | -     | -     | -     | -     | -     | -      | 25º    | 500    |

- Das onze competições, os nove melhores resultados são combinados para obter a pontuação final

Legenda
| Campeão                   |
| WQS 2018                  |
| Os dois piores resultados |

Fonte

### Classificação feminina
Os pontos obtidos usam a seguinte estrutura:
| Posição | 1º     | 2º    | 3º    | 5º    | 9º    | 13º   | INJ   | DNC |
| ------- | ------ | ----- | ----- | ----- | ----- | ----- | ----- | --- |
| Pontos  | 10.000 | 8.000 | 6.500 | 5.200 | 3.300 | 1.750 | 1.750 | 0   |

| Pos. | Surfista                    | WCT 1 | WCT 2 | WCT 3 | WCT 4 | WCT 5 | WCT 6 | WCT 7 | WCT 8 | WCT 9 | WCT 10 | Pontos |
| ---- | --------------------------- | ----- | ----- | ----- | ----- | ----- | ----- | ----- | ----- | ----- | ------ | ------ |
| 1º   | Tyler Wright (AUS)          | 5º    | 2º    | 3º    | 1º    | 3º    | 5º    | 9º    | 13º   | 3º    | 3º     | 54.400 |
| 2º   | Stephanie Gilmore (AUS)     | 1º    | 3º    | 2º    | 5º    | 9º    | 13º   | 5º    | 13º   | 5º    | 1º     | 53.400 |
| 3º   | Sally Fitzgibbons (AUS)     | 3º    | 1º    | 5º    | 3º    | 3º    | 5º    | 5º    | 3º    | 3º    | 13º    | 52.900 |
| 4º   | Courtney Conlogue (USA)     | 9º    | 5º    | 1º    | 9º    | 1º    | 3º    | 3º    | 9º    | 5º    | 9º     | 50.000 |
| 5º   | Carissa Moore (Havaí)       | 5º    | 5º    | 5º    | 13º   | 5º    | 9º    | 5º    | 2º    | 1º    | 5º     | 49.200 |
| 6º   | Lakey Peterson (USA)        | 2º    | 13º   | 3º    | 9º    | 9º    | 13º   | 3º    | 5º    | 2º    | 9º     | 44.100 |
| 7º   | Nikki Van Dijk (AUS)        | 5º    | 5º    | 9º    | 3º    | 5º    | 9º    | 9º    | 1º    | 13º   | 5º     | 43.900 |
| 8º   | Sage Erickson (USA)         | 13º   | 3º    | 9º    | 5º    | 5º    | 1º    | 5º    | 5º    | 13º   | 13º    | 42.350 |
| 9º   | Johanne Defay (FRA)         | 3º    | 9º    | 5º    | 2º    | 5º    | 5º    | 9º    | 13º   | 9º    | 13º    | 40.000 |
| 10º  | Tatiana Weston-Webb (Havaí) | 9º    | 9º    | 9º    | 13º   | 2º    | 2º    | 13º   | 5º    | 13º   | 9º     | 36.150 |
| 11º  | Keely Andrew (AUS)          | 5º    | 9º    | 13º   | 5º    | 9º    | 13º   | 2º    | 5º    | 9º    | 13º    | 35.250 |
| 12º  | Silvana Lima (BRA)          | 13º   | 13º   | 9º    | 13º   | 13º   | 9º    | 1º    | 9º    | 9º    | 5º     | 31.900 |
| 12º  | Malia Manuel (Havaí)        | 13º   | 5th   | INJ   | INJ   | INJ   | INJ   | 13º   | 3º    | 5º    | 2º     | 31.900 |
| 14º  | Coco Ho (Havaí)             | 9º    | 9º    | 5º    | 9º    | 13º   | 3º    | 13º   | 13º   | 13º   | 9º     | 28.400 |
| 15º  | Bronte Macaulay (AUS)       | 9º    | 13º   | 13º   | 13º   | 13º   | 13º   | 13º   | 13º   | 9º    | 3º     | 21.850 |
| 16º  | Pauline Ado (FRA)           | 13º   | 13º   | 13º   | 13º   | 13º   | 5º    | 9º    | 13º   | 13º   | 13º    | 19.000 |
| 17º  | Bianca Buitendag (ZAF)      | -     | 13º   | -     | 5º    | 13º   | 13º   | -     | 9º    | 5º    | -      | 18.950 |
| 18º  | Laura Enever (AUS)          | 13º   | INJ   | 13º   | 9º    | 13º   | 13º   | 13º   | INJ   | INJ   | 13º    | 15.550 |
| 19º  | Brisa Hennessy (Havaí)      | -     | -     | -     | -     | -     | -     | -     | -     | -     | 5º     | 5.200  |
| 20º  | Bethany Hamilton (Havaí)    | -     | -     | -     | -     | 9º    | -     | -     | -     | -     | -      | 3.300  |
| 20º  | Maud Le Car (FRA)           | -     | -     | -     | -     | -     | 9º    | -     | -     | -     | -      | 3.300  |
| 20º  | Teresa Bonvalot (PRT)       | -     | -     | -     | -     | -     | -     | -     | 9º    | -     | -      | 3.300  |
| 23º  | Alyssa Lock (AUS)           | 13º   | -     | -     | -     | -     | -     | -     | -     | -     | -      | 1.750  |
| 23º  | Laura Macaulay (AUS)        | -     | 13º   | -     | -     | -     | -     | -     | -     | -     | -      | 1.750  |
| 23º  | Ella Williams (NZL)         | -     | -     | 13º   | -     | -     | -     | -     | -     | -     | -      | 1.750  |
| 23º  | Isabella Nichols (AUS)      | -     | -     | 13º   | -     | -     | -     | -     | -     | -     | -      | 1.750  |
| 23º  | Taina Hinckel (BRA)         | -     | -     | -     | 13º   | -     | -     | -     | -     | -     | -      | 1.750  |
| 23º  | Macy Callaghan (AUS)        | -     | -     | -     | -     | -     | -     | 13º   | -     | -     | -      | 1.750  |
| 23º  | Caroline Marks (USA)        | -     | -     | -     | -     | -     | -     | -     | -     | 13º   | -      | 1.750  |

- Os melhores oito resultados de dez provas são combinados para obter a pontuação final.

Legenda
| Campeã                    |
| WQS 2018                  |
| Os dois piores resultados |

Fonte

## Resultados do WQS

### Classificação masculina
| Posição | 1º | 2º | 3º-4º | 5º-8º | 9º |

| Posição | Surfista                | Eventos | Eventos | Eventos | Eventos | Eventos | Pontos |
| Posição | Surfista                | 1       | 2       | 3       | 4       | 5       | Pontos |
| ------- | ----------------------- | ------- | ------- | ------- | ------- | ------- | ------ |
| 1º      | Griffin Colapinto (USA) | 8.000   | 6.300   | 5.200   | 3.700   | 3.700   | 26.900 |
| 2º      | Jesse Mendes (BRA)      | 6.000   | 6.000   | 5.200   | 4.500   | 3.700   | 25.400 |
| 3º      | Kanoa Igarashi (USA)    | 10.000  | 6.500   | 2.650   | 2.300   | 1.580   | 23.030 |
| 4º      | Wade Carmichael (AUS)   | 6.700   | 5.200   | 3.700   | 3.550   | 2.250   | 21.400 |
| 5º      | Tomas Hermes (BRA)      | 8.000   | 5.300   | 3.700   | 2.200   | 1.680   | 20.880 |
| 6º      | Yago Dora (BRA)         | 6.000   | 6.000   | 3.700   | 2.650   | 2.300   | 20.650 |
| 7º      | Ítalo Ferreira (BRA)    | 8.000   | 3.800   | 3.700   | 3.600   | 1.260   | 20.360 |
| 8º      | Willian Cardoso (BRA)   | 8.000   | 5.200   | 2.650   | 2.100   | 1.050   | 19.000 |
| 9º      | Keanu Asing (Havaí)     | 3.700   | 3.700   | 3.550   | 3.000   | 3.000   | 16.950 |
| 10º     | Ezekiel Lau (Havaí)     | 10.000  | 3.000   | 1.550   | 1.100   | 1.100   | 16.750 |
| 11º     | Michael Rodrigues (BRA) | 4.500   | 4.500   | 3.700   | 2.300   | 1.550   | 16.550 |
| 12º     | Filipe Toledo (BRA)     | 10.000  | 6.500   |         |         |         | 16.500 |
| 13º     | Patrick Gudauskas (USA) | 5.200   | 5.100   | 2.300   | 2.250   | 1.550   | 16.400 |
| 14º     | Michael February (ZAF)  | 6.500   | 5.200   | 2.300   | 1.050   | 1.000   | 16.050 |
| 15º     | Jordy Smith (ZAF)       | 10.000  | 5.100   | -       | -       | -       | 15.100 |

Legenda
| WCT 2018 |

Fonte

### Classificação feminina
| Posição | 1º | 2º | 3º-4º | 5º-8º | 9º |

| Posição | Surfista                    | Eventos | Eventos | Eventos | Eventos | Eventos | Pontos |
| Posição | Surfista                    | 1       | 2       | 3       | 4       | 5       | Pontos |
| ------- | --------------------------- | ------- | ------- | ------- | ------- | ------- | ------ |
| 1º      | Johanne Defay (FRA)         | 6.000   | 6.000   | 4.500   | 700     | -       | 17.200 |
| 2º      | Tatiana Weston-Webb (Havaí) | 3.550   | 4.500   | 2.650   | 2.650   | 2.650   | 16.000 |
| 3º      | Silvana Lima (BRA)          | 6.000   | 3.550   | 2.650   | 1.550   | 1.550   | 15.300 |
| 4º      | Bronte Macaulay (AUS)       | 4.500   | 3.550   | 2.650   | 2.650   | 1.550   | 14.900 |
| 5º      | Coco Ho (Havaí)             | 6.000   | 3.000   | 2.650   | 1.550   | 1.500   | 14.700 |
| 6º      | Sage Erickson (USA)         | 4.500   | 3.550   | 3.550   | 1.050   | 1.050   | 13.700 |
| 7º      | Caroline Marks (USA)        | 3.550   | 4.500   | 2.650   | 1.680   | 1.050   | 13.430 |
| 8º      | Keely Andrew (AUS)          | 3.550   | 2.650   | 2.650   | 2.650   | 1.550   | 13.050 |
| 9º      | Paige Hareb (NZL)           | 4.500   | 2.650   | 2.650   | 1.260   | 1.050   | 12.110 |
| 10º     | Macy Callaghan (AUS)        | 3.550   | 3.550   | 1.680   | 1.550   | 1.550   | 11.880 |

Legenda
| WCT 2018 |

Fonte